# Pyrausta despicata
Espèce
Pyrausta despicata, la Pyrauste du plantain, est une espèce de lépidoptères (papillons) de la famille des Crambidae.

## Répartition
L'espèce se rencontre en Europe.

## Description
L'imago a une envergure de 14 à 21 mm, et vole de mai à septembre selon les endroits.

## Habitats
La chenille se nourrit sur les plantains.

## Galerie

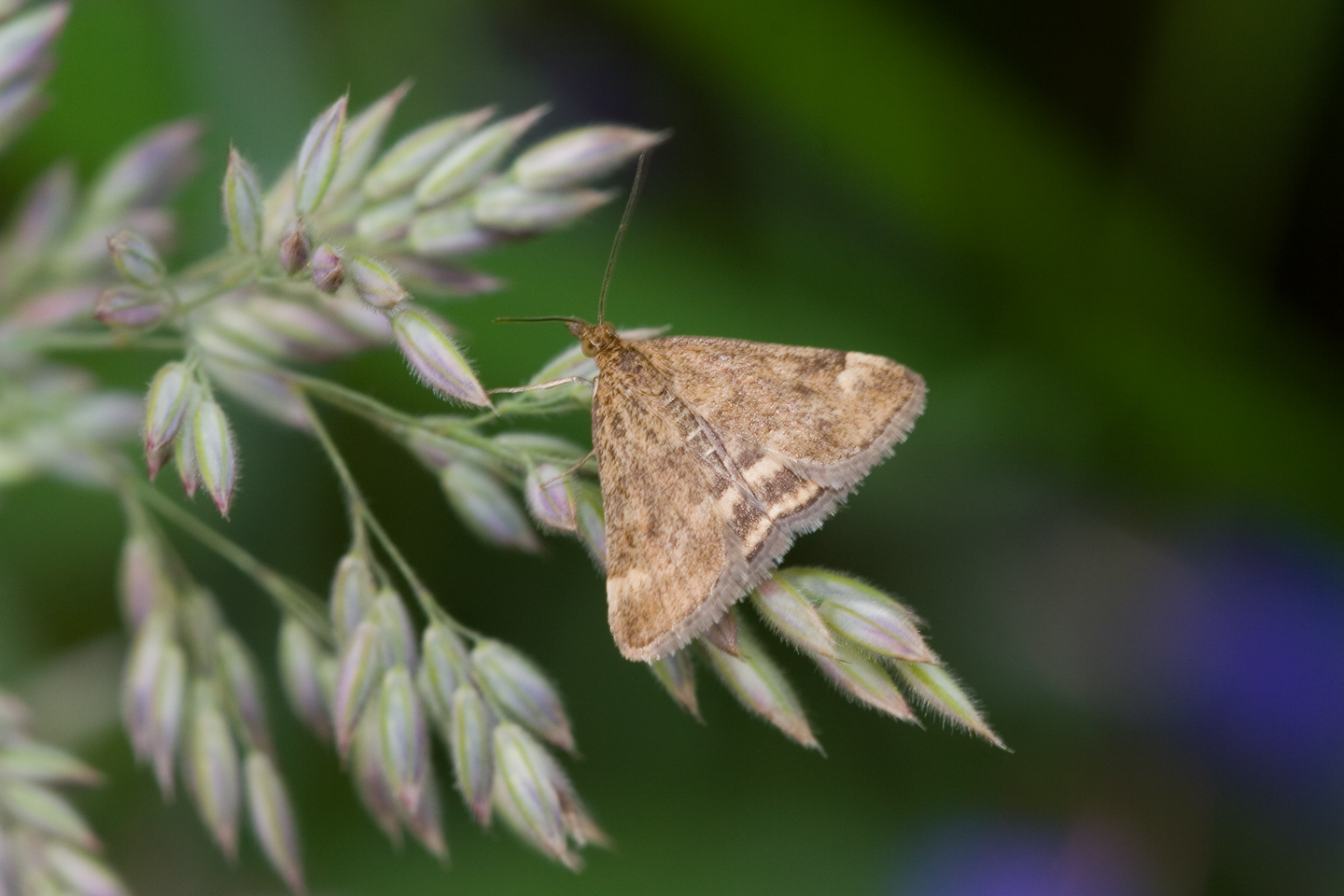
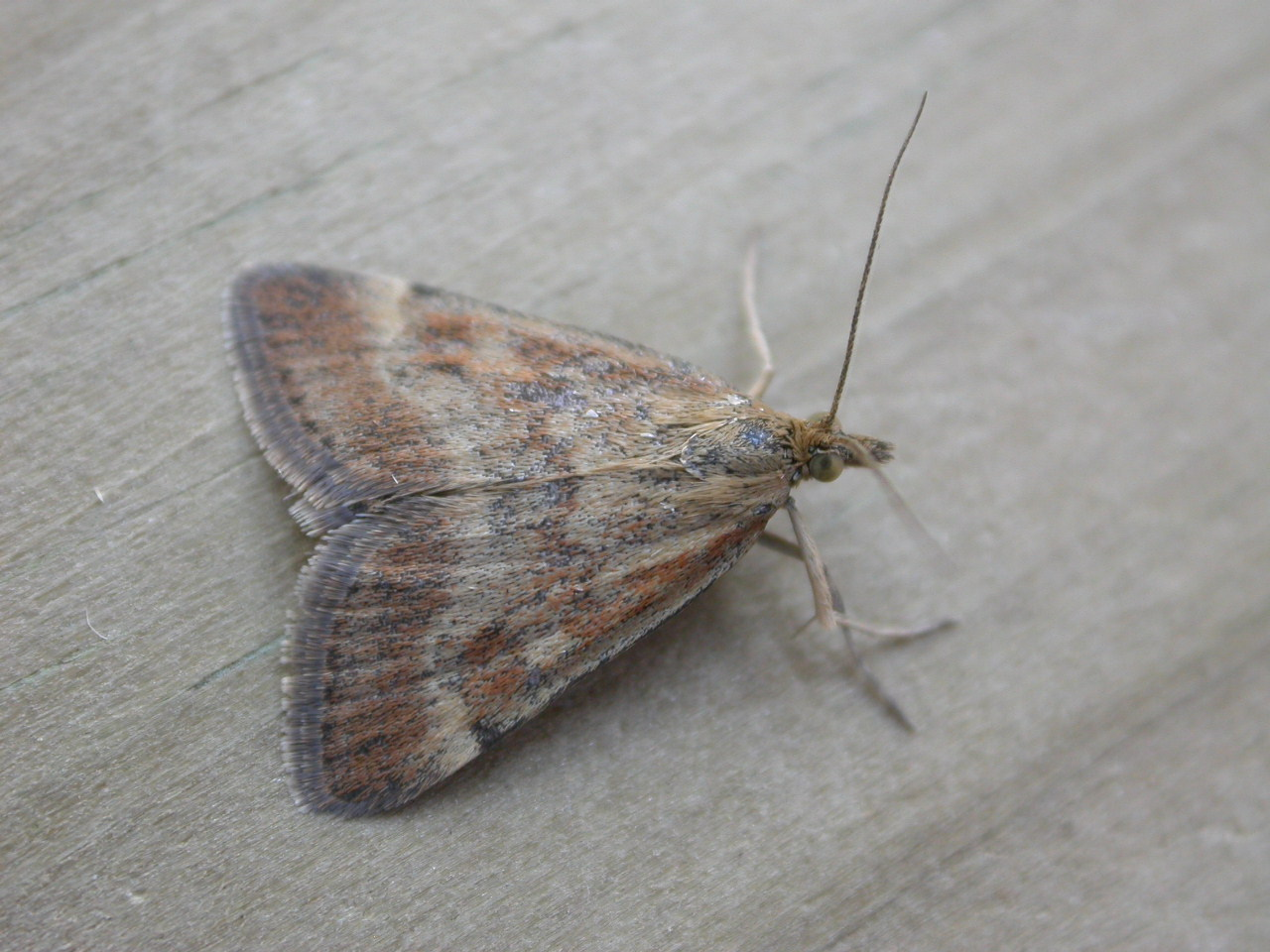